# Kaltenmarker Anger 16

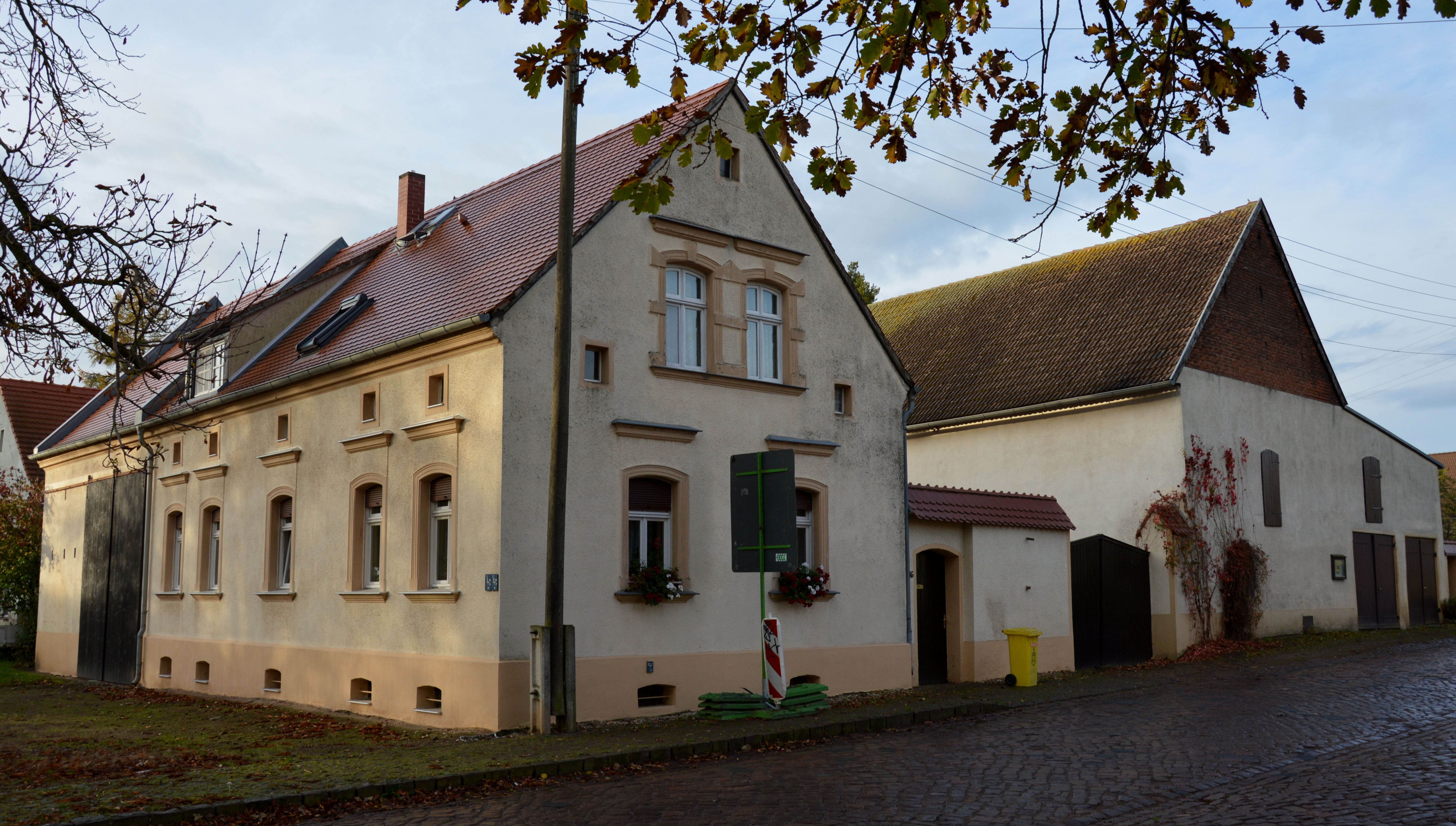
Kaltenmarker Anger 16

Das Gebäude Kaltenmarker Anger 16 ist ein denkmalgeschütztes Wohnhaus im zur Gemeinde Petersberg gehörenden Dorf Kaltenmark in Sachsen-Anhalt.
Es befindet sich in einer Ecklage auf der südwestlichen Seite des als kleinen Platz ausgebildeten Anger des Dorfes. Nordöstlich befindet sich das Kriegerdenkmal Kaltenmark. Das zu einem in seiner ursprünglichen Struktur erhaltenen Bauerngehöft gehörende Wohnhaus wurde im Jahr 1895 errichtet. In der Vergangenheit bestand die Adressierung Anger 16.
Im örtlichen Denkmalverzeichnis ist das Wohnhaus unter der Erfassungsnummer 094 55149 als Baudenkmal verzeichnet.